# A-0 System
A-0 System (anglicky Arithmatic language version 0) byl v informatice úplně prvním překladačem vyvinutým pro elektronický počítač. Napsala ho Grace Hopper v roce 1952 pro UNIVAC I. A-0 fungoval spíše jako zavaděč nebo linker než jako překladač v dnešním slova smyslu. Program byl definován jako sekvence podprogramů a argumentů. Podprogramy byly rozpoznány pomoci číselného kódu a argumenty podprogramů byly napsány přímo za kódem každého podprogramu. A-0 system převedl tuto specifikaci do strojového kódu, který byl ve druhém kroku do počítače zaveden, aby mohl být program spuštěn.
A-0 System byl následován systémy A-1, A-2, A-3 (vydán pod názvem ARITH-MATIC), AT-3 (vydán pod názvem MATH-MATIC) a B-0 (vydán pod názvem FLOW-MATIC).